# Museo nero

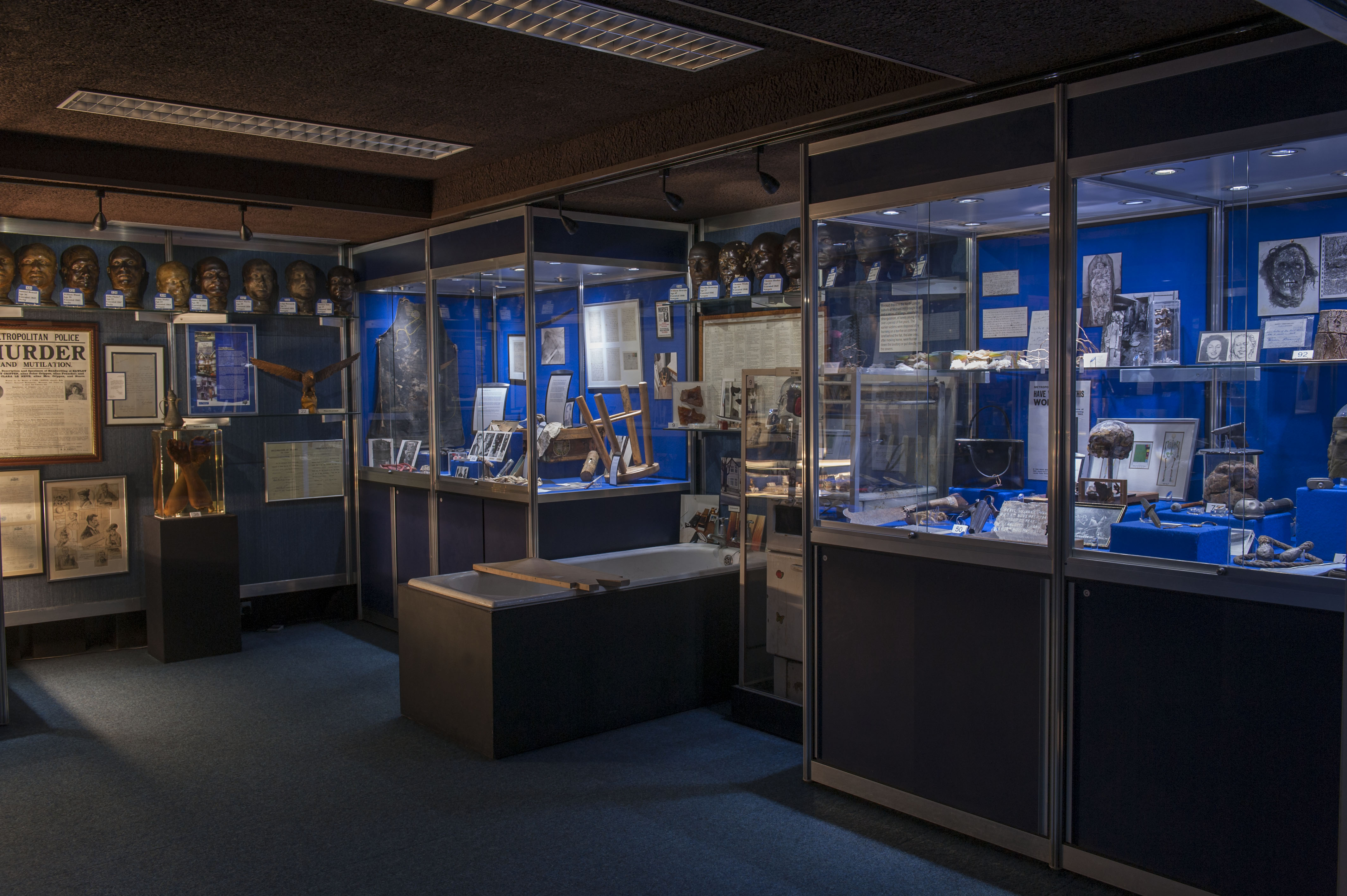
Una sala interna del museo

Il Museo del Crimine (in inglese The Crime Museum) è un museo privato la cui raccolta comprendeva cimeli criminali tenuti a New Scotland Yard, quartier generale del Metropolitan Police Service di Londra. Fino all'inizio del XXI secolo era conosciuto come il Museo Nero (in inglese the Black Museum).
Il museo, anche se non ufficialmente, nacque nel 1874. Ha avuto sede a Old Scotland Yard, e la sua collezione crebbe grazie al materiale dei detenuti raccolti sotto l'autorità del Forfeiture Act del 1870. Venne pianificato per aiutare la polizia nello studio dei crimini e sui loro autori. Nel 1875 divenne un museo ufficiale, anche se non aperto al pubblico, con un ispettore di polizia e un agente assegnato al dovere d'ufficio. 

## Storia
Il museo venne concepito nel 1874 da un ispettore in servizio, che all'epoca aveva raccolto un certo numero di oggetti, con l'intenzione di dare ai poliziotti istruzioni pratiche su come individuare e prevenire la criminalità. Sul finire del 1874 venne dato il consenso per l'apertura di un museo del crimine.
L'ispettore fondatore, Neame, con l'aiuto di un certo P.C. Randall raccolse materiale sufficiente di vecchi e nuovi casi per consentire l'apertura di un museo. La data effettiva del 1875, quando il museo aprì, non è nota, ma la nomina permanente di Neame e Randall col compito nel Prisoners Property Store il 12 aprile lascia intendere che il museo sia nato nella seconda parte dello stesso anno.
Non ci fu nessuna apertura ufficiale, e trascorsero due anni prima dell'arrivo dei primi visitatori. Questo il 6 ottobre 1877, quando il Commissario Sir Edmund Henderson, KCB, accompagnato dai commissari d'assistenza, il tenente colonnello Labolmondiere e il capitano Harris, lo visitarono con altri dignitari. Da allora ci fu un costante aumento del numero di visite e il primo registro dei visitatori.
Nel 1877 il nome di Black Museum venne coniato, quando l'8 aprile un giornalista del quotidiano The Observer usò il termine dopo che gli era stato negato l'ingresso da parte dell'ispettore Neame. 
Nel 1890 il museo venne trasferito assieme al Metropolitan Police Office in nuovi locali presso l'altra estremità di Whitehall, sul lungofiume Thames Embankment, appena costruito. L'edificio, ad opera di Norman Shaw RA, costruito col granito cavato dai detenuti a Dartmoor, venne chiamato New Scotland Yard. Una serie di stanze nel seminterrato ospitavano il museo e, anche se non c'era nessun curatore, Randall venne incaricato di tenere il posto in ordine, di aggiungere oggetti, vagliare le domande per le visite e organizzare le date per queste. Il museo venne chiuso sia durante la prima guerra mondiale che durante la seconda, e nel 1967, con il passaggio della centrale di polizia nella nuova sede di Victoria Street, trovò sede nelle sale del secondo piano.

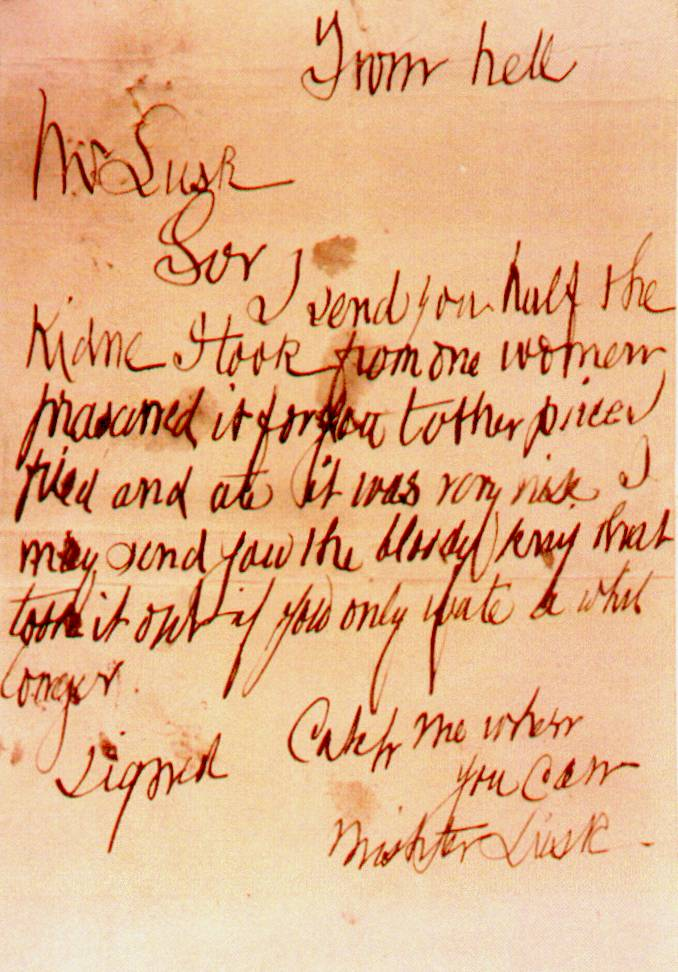
Lettera attribuita a Jack lo squartatore

Il Museo è stato poi trasferito a New Scotland Yard nel 1980 ed è stato oggetto di ristrutturazioni sostanziali negli ultimi anni. Il Museo del Crimine, come viene ora chiamato, attualmente risiede nella Stanza 101 a New Scotland Yard e si compone di due sezioni. La prima, una replica del museo originale, contiene una notevole collezione di armi da mischia, alcune palesi, altre nascoste, ognuna delle quali utilizzata in omicidi o gravi aggressioni avvenute a Londra; queste includono fucili travestiti da ombrelloni e numerosi bastoni animati. La sala contiene anche una selezione di cappi usati dai boia, tra cui quello utilizzato per l'ultima esecuzione nel Regno Unito e maschere mortuarie fatte per criminali giustiziati. Ci sono anche esposizioni di casi famosi, tra cui Charlie Pace e lettere presumibilmente scritte da Jack lo squartatore.
La parte più recente del museo contiene molti reperti provenienti da delitti del XX secolo, in particolare il falso diamante De Beers dalla rapina al Millennium Dome e i fornelli di Dennis Nilsen. La seconda sala ospita armadietti sotto le seguenti categorie: Omicidi famosi, Noti avvelenatori, Omicidi di agenti di polizia, Famiglia reale, Rapine in banca, Spionaggio, Assedi e Ostaggi e dirottamenti con mostre e dettagli. In mostra vi è anche la pallottola riempita di ricina che uccise il dissidente bulgaro Georgi Markov nel 1978 e anche un modello del possibile ombrello da cui partì.
Il museo può essere visitato da agenti di una delle forze di polizia del paese, previo appuntamento, anche se non senza difficoltà a causa della sua popolarità. Il Museo Nero ospita oltre 500 esemplari di manufatti criminali conservati ad una temperatura costante di 16,5°. Un posto speciale è riservato a una serie di matrici di stampa, una notevole serie di banconote false, e una porta di cucina abilmente scavata, utilizzata per nascondercisi. Questi oggetti appartenevano a Charles Black, il falsario più prolifico d'occidente.
Nel 1951 il produttore radiofonico britannico Harry Alan Towers produsse una serie radiofonica condotta da Orson Welles chiamata The Black Museum, ispirata al catalogo di oggetti esposti. Ogni settimana il programma presentava un oggetto contenuto nel museo e una drammatizzazione della storia che lo circondava, per la macabra gioia del pubblico. Spesso, erroneamente citato come una produzione della BBC, Towers unì commercialmente il programma in tutto il mondo di lingua inglese. L'autore radiofonico americano Wyllis Cooper scrisse e diresse un'antologia simile per la NBC che andò in onda nello stesso periodo negli Stati Uniti; chiamato Whitehall 1212, per il numero di telefono di Scotland Yard, il programma debuttò il 18 novembre 1951 e venne condotto dal capo soprintendente John Davidson, curatore del museo nero.
Scotland Yard si sposterà nella nuova sede a Whitehall nel 2015. Ad oggi è in fase di discussione la possibilità di aprire il museo al pubblico.

## Alcuni casi presenti in mostra
- Ruth Ellis: è stata l'ultima donna ad essere giustiziata nel Regno Unito, dopo essere stata condannata per l'omicidio del suo amante David Blakely.
- John Christie: è stato un famigerato serial killer inglese attivo negli anni quaranta e primi anni cinquanta.
- I fratelli Stratton: furono i primi uomini a essere condannati in Gran Bretagna per l'omicidio sulla base di prove di impronte digitali.
- John Haigh: è stato un serial killer inglese degli anni quaranta.
- Neville Heath: assassino inglese responsabile degli omicidi di almeno due giovani donne; giustiziato a Londra nel 1946.
- Dennis Nilsen: serial killer e necrofilo, anche conosciuto come l'assassino di Muswell Hill e il killer gentile; commise gli omicidi di 15 giovani a Londra.
- Thomas Neill Cream: noto anche come l'avvelenatore di Lambeth, è stato un serial killer scozzese.
- Gordon Cummins: serial killer attivo durante gli oscuramenti della seconda guerra mondiale, fu condannato a morte.

## Curiosità
- Esiste un museo nero immaginario, ispirato da quello vero, all'interno del Grand Hall of Justice nella serie di fumetti di Giudice Dredd.
- Una versione immaginaria del museo nero è spesso caratterizzato da nella serie di fumetti di Dylan Dog e, in alcune storie, reperti vengono rubati dal museo.
- Un film horror del 1958 intitolato Gli orrori del museo nero fa riferimento al museo nero, con la storia di uno scrittore di romanzi gialli (interpretato da Michael Gough) che commette macabri omicidi, al fine di scrivere articoli e libri su di loro per il consumo pubblico.
- Nella serie tv Black Mirror è presente una versione del museo nero con alcuni oggetti degli episodi precedenti.

Il termine è stato applicato anche a un museo di componenti ingegneristici raccolti da David Kirkaldy al 99 di Southwark Street, a Southwark. Quest'ultimo museo è stato distrutto nel Blitz di Londra del 1940. Tra i reperti erano inclusi frammenti provenienti dal disastro del Tay Bridge.